# John Rollin Ridge
John Rollin Ridge (19 mars 1827 – 5 octobre 1867), également connu sous les noms Cheesquatalawny et Yellow Bird, est un journaliste, poète et romancier cherokee, fils de John Ridge et petit-fils de Major Ridge. Son roman The Life and Adventures of Joaquin Murieta, the Celebrated California Bandit paru en 1854 est considéré comme le premier roman écrit par un Amérindien.

## Œuvres
- The Life and Adventures of Joaquin Murieta, the Celebrated California Bandit (1854)
- Poems (1868)